# Itá
Itá este un oraș în Santa Catarina (SC), Brazilia.